# Паромный вокзал Сан-Франциско
Паромный вокзал Сан-Франциско (англ. San Francisco Ferry Building — буквально здание Паромной станции Сан-Франциско) — конечная станция паромов в заливе Сан-Франциско, обслуживающая маршруты Голден Гейт Ферри (англ. Golden Gate Ferry — Паром Золотые Ворота) и Сан-Франциско Бэй Ферри (англ. San Francisco Bay Ferry — Паром залива Сан-Франциско). Расположена на набережной Эмбаркадеро города Сан-Франциско.
В здании находятся фуд-холл (англ. food hall) и офисы. На верху здания расположена часовая башня высотою 75 метров с четырьмя часовыми циферблатами, каждый диаметром 6,7 метров, которая может быть видна с Маркет-стрит — главного проезда города.
Спроектированное в 1892 году американским архитектором Брауном А. Пейджем в стиле бозар, здание паромной станции было построено в 1898 году. На момент своего открытия это был самый большой проект, выполненный в городе. Браун спроектировал часовую башню, вдохновившись колокольней XII века Хиральда, расположенной в Севилье, Испания. На протяжении всей своей длины здание с обоих фасадов опирается на живописную аркаду.
Начиная с 1950-х годов в связи с сокращением использования (из-за постройки мостов, которые обеспечили дорожное движение между побережьями залива) и замены большинства трамвайных маршрутов на автобусы, здание было приспособлено под офисные помещения, а его общественные пространства упразднены. В 2002 году была проведена реставрация и реконструкция всего комплекса. 200-метровый Великий Неф с использованием оригинальных материалов был восстановлен до первоначальной высоты. В бывшей зоне выдачи багажа на первом этаже был создан рынок. Второй и третий этажи были приспособлены под офисы и Портовую Комиссию. В дневное время суток, каждый час и полчаса, куранты расположенные на часовой башне станции играют «Beстминстepcкиe чeтвepти». Портовый терминал спроектирован как достопримечательность Сан-Франциско и внесен в Национальный реестр исторических мест США.

## История

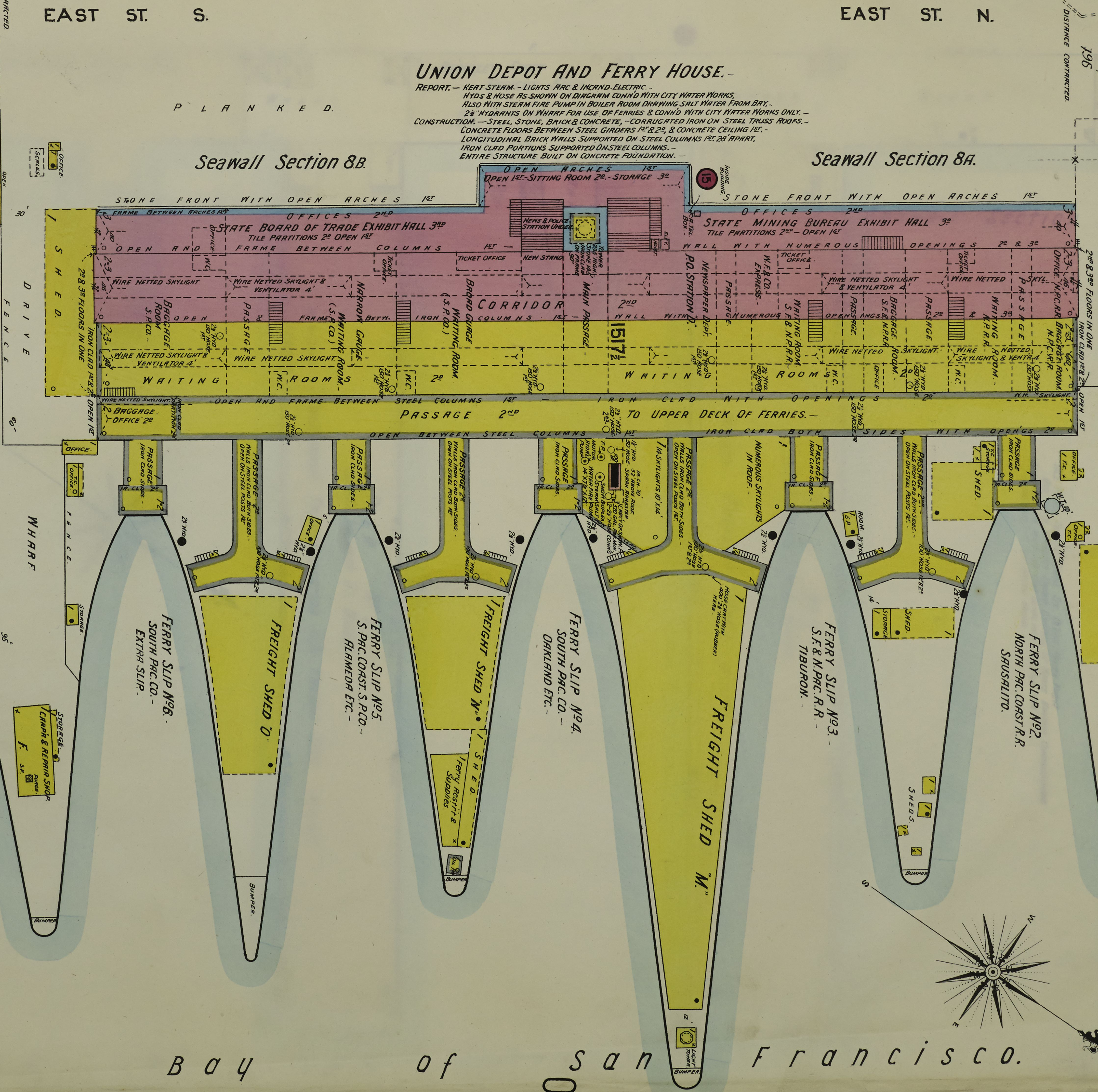
Схема «Депо Объединения и дома Ферри (UNION DEPOT AND FERRY HOUSE)» 1899 года

Открытое в 1898 году, здание послужило заменой деревянному зданию, которое было построено на этом же месте в 1875 году. Хорошо построенное армированное здание вместе с аркадой пережило оба землетрясения 1906 и 1907 годов с небольшими повреждениями. Оно служило как пункт назначения для прибывающих в Сан-Франциско с Восточного Залива, и пользующихся паромными парками компаний Southern Pacific и Key System. Оно также служило точкой пересадки в Сан-Франциско для трансконтинентальных железнодорожных путей компаний Southern Pacific, Santa Fe и Western Pacific, которые заканчивались в Окленде, и для компании Northwestern Pacific работающий на юге округа Марин. Пирсы, находящиеся к северу от часовой башни, обслуживали Key Systems, Santa Fe, и Northwestern Pacific, в то время как, пирсы, находящиеся к югу, обслуживали Southern Pacific и Westen Pacific. Одностороннее кольцо перед зданием позволяло комфортно пересаживаться в трамваи, а огромный пешеходный мост, который также находился перед зданием паромной станции, позволял облегчить безопасное пересечение оживленной площади и транзитного узла. В 1940-х годах мост был демонтирован и использован как металлолом во время Второй Мировой Войны.
До завершения постройки моста между Сан-Франциско и Оклендом (который обеспечил движение железнодорожного транспорта) и моста Золотые Ворота в 1930-х годах, Ферри-билдинг был вторым самым занятым терминалом в мире, уступая только Лондонскому терминалу Чаринг-Кросс. После открытия мостов и начала движения поездов компаний Key System и Southern Pacific (Interurban Electric/IER) в восточном заливе от станции Сан-Франциско Трансбэй терминал (англ. San Francisco Transbay Terminal) в 1939 году, пассажирское использование парома резко упало. Во второй половине XX века, хотя Ферри-билдинг и его часовая башня оставались частью вида Сан-Франциско, состояние внутренних помещений здания заметно ухудшилось. Начиная с 1950-х годов, в результате черствых реноваций был установлен антресольный этаж, почти уничтожено пространство аркад Великого Нефа(англ. the Great Nave), а залы ожидания и продаж билетов были поделены на офисные пространства. Бывшее великолепное общественное место было уменьшено до узкого и темного коридора, через который путешественники проходили на пирсы. Пассажиров заставили ждать паромы на уличных скамейках, а билетные кассы были перемещены на пирсы.

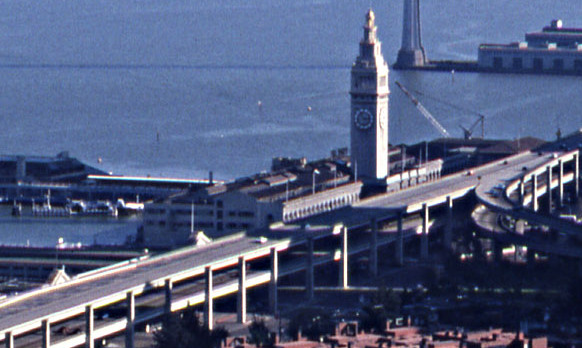
Автострада Эмбаркадеро, ограничивающая доступ к Ферри-Билдинг, февраль 1982 года

В поздних 1950-х годах была построена Автострада Эмбаркадеро, которая проходила прямо перед зданием станции, и виды на некогда выдающуюся достопримечательность были сильно закрыты со стороны улицы Маркет. О доступе к зданию пешеходов никто не задумался и люди оказались отрезанными от набережной.
Перед строительством перевалочной станции Трансбэй Терминал обслуживание компании Железная дорога улицы Маркет заканчивалось в круге перед зданием, последние трамваи прошли по этой дороге 2 июля, 1949 года.
После разрушения конструкции Автострады Эмбаркадеро во время октябрьского землетрясения 1989 года, Сан-Франциско был предложен выбор: восстановления или сноса автострады и воссоединения города с восточной набережной и историческим зданием паромной переправы.
Как часть отказа от комплексного плана автострады 1950-х годов, несовместимого с характером города и общей непопулярности автострады мэр Арт Агнос возглавил процесс полного сноса автострады Эмбаркадеро. Он был заменен бульваром, проходящим на уровне земли, который вновь соединил значительную часть набережной Сан-Франциско с остальной частью города. Был восстановлен доступ к городской площади Эмбаркадеро Плаза (англ. Embarcadero Plaza) (ранее называвшейся Джастин Херман Плаза англ. Justin Herman Plaza) и к подножию улицы Маркет, неотъемлемой частью которой на протяжении многих десятилетий было здание Ферри-билдинг.

### Реновация

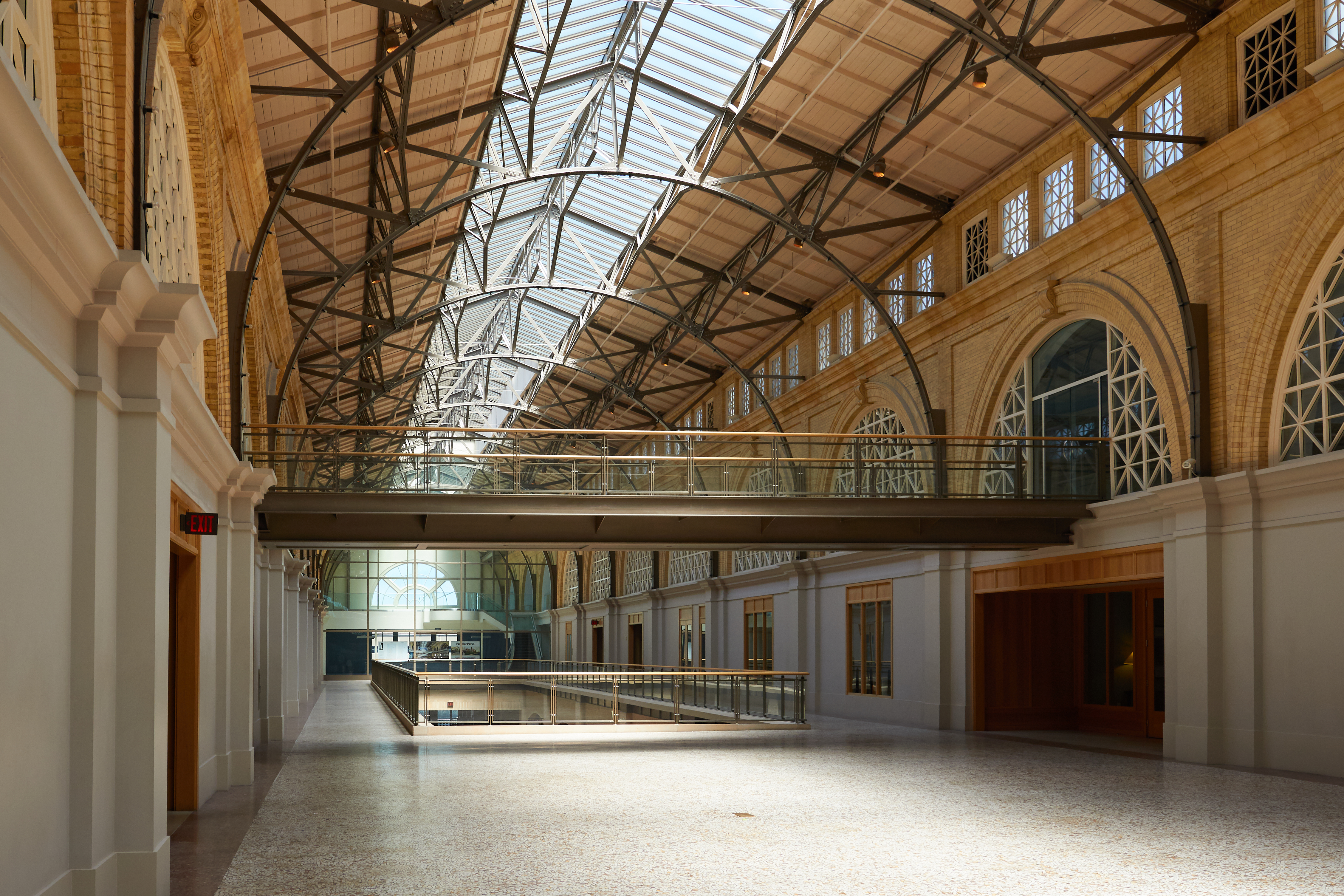
«Великий Неф» ("Great Nave") станции Ферри-Билдинг после реновации

К 1992 году автострада была убрана и в Сан-Франциско стал разрабатывать всеобъемлющий план развития порта, который бы оживил недавно расчищенное пространство, открыл публичный доступ, и восстановил паромное обслуживание. Как самый знаковый элемент набережной, Ферри-билдинг имел центральное значение для эстетики и общего успеха плана развития, а его статус исторической достопримечательности как в архитектуре, так и в инженерии сделал необходимой его реставрацию. Здание Ферри-Билдинг 1898 года было символом истории Сан-Франциско, как шумного портового города, поэтому в представленном плане реконструкции, город также выбрал это строение символом будущего Сан-Франциско. Обширность проекта стала причиной выбора группы фирм, каждая из которых смогла бы сфокусироваться на ключевом аспекте плана реконструкции. Компания Roma Design Group — архитекторы по дизайну территории — спроектировали места для гуляния со стороны залива и города, городские площади, а также переориентировали общественные пространства района, сконцентрировав внимание гуляющих на здании и заливе.
ROMA Design Group также спроектировала новые паромные терминалы и главную историческую остановку трамваев, которые восстановили этот район, как мультимодальный транспортный узел, сделав его воротами в город.
Компания Simon Martin-Vegue Winkelstein Moris Architects (SMWM), основанная Кэти Саймон, создала общий план здания; компания Baldauf Catton Von Eckartsberg Architects (BCVE) изучила и спланировала пространство для нужд новых торговых точек; компания Page & Turnbull — являющаяся специалистом в области исторического сохранении объектов, занималась реставрацией, заменой, и воссозданием исторических элементов строения.
Хотя проект являлся реставрационным проектом, сооружению так и не будет возвращено его чисто историческое использование в качестве связующего транзитного звена залива. Таким образом, для привлечения посетителей, первый этаж Ферри-Билдинг был превращен в торговое и ресторанное пространство, ориентированное на местные, экологически чистые продукты. Работники порта и разработчики проекта верили, что сочетание пересадочного узла, офисных пространств, и уникальной розничной торговли сделают здание паромной станции, точкой притяжения как местных жителей, так и туристов, что будет способствовать более важной цели — возрождению самой набережной.
Концентрация внимания на создании жизнеспособного экономического использования здания Ферри-Билдинг была основополагающей при разработке конечного плана реставрации и, хотя важные исторические особенности, которые являются ключевыми для целостного облика строения, были в значительной степени восстановлены, некоторые современные адаптации здания, получили разрешения для удовлетворения потребностей повторного использования. Отреставрированное здание было снова открыто в 2003 году. Главным проектировщиком выступила компания EQ Office., которая была приобретена компанией The Blackstone Group in 2007 году.
Первый этаж здания занимает рыночное пространство, включающее в себя около 50 ресторанов, магазины розничной торговли и поставщиков продуктов питания, большинство из которых открыты 7 дней в неделю. Находящийся снаружи здания фермерский рынок городской паромной площади (англ. Ferry Plaza Farmers Market), который управляется компанией CUESA, работает по вторникам, четвергам и субботам. По состоянию на 9 октября 2020 года, общественная онлайн радиостанция BFF.fm ощуствляет прямую трансляцию из здания Ферри-билдинг.

## Дизайн и архитектура

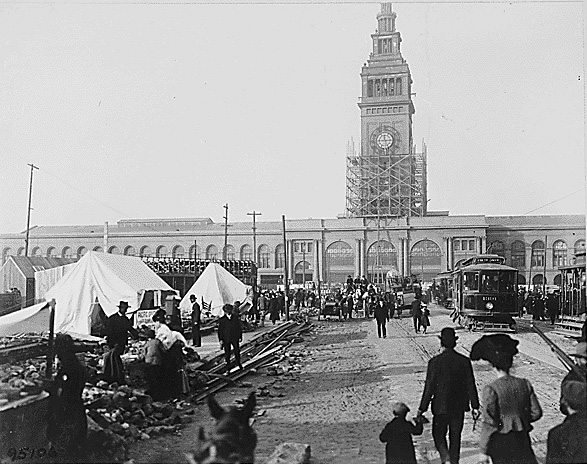
Здание Ферри-Билдинг после землетрясения 1906 года

Современное сооружение было спроектировано в 1892 году А. Пейдж Брауном — архитектором из Нью-Йорка, который начинал работать в фирме McKim, Mead & White и позже переехал в Калифорнию. Вдохновленный учёбой в Школе изящных искусств в Париже, он спроектировал часовую башню взяв за основу колокольню XII века — Хиральда, находящуюся в испанской Севилье. Браун спроектировал башню для удовлетворения нужд промышленного общества в высоком стиле, который в первую очередь ассоциируются с традиционными зданиями; весь первый этаж представляет собой аркаду, напоминающую европейские постройки. При постройке были использованы материалы самого высокого качества, такие как мрамор и мозаики для печати штата. Двухсотметровый Великий Неф на втором этаже был крупным общественным пространством для пассажиров прибывающих и отбывающих паромов.

### Великий Неф

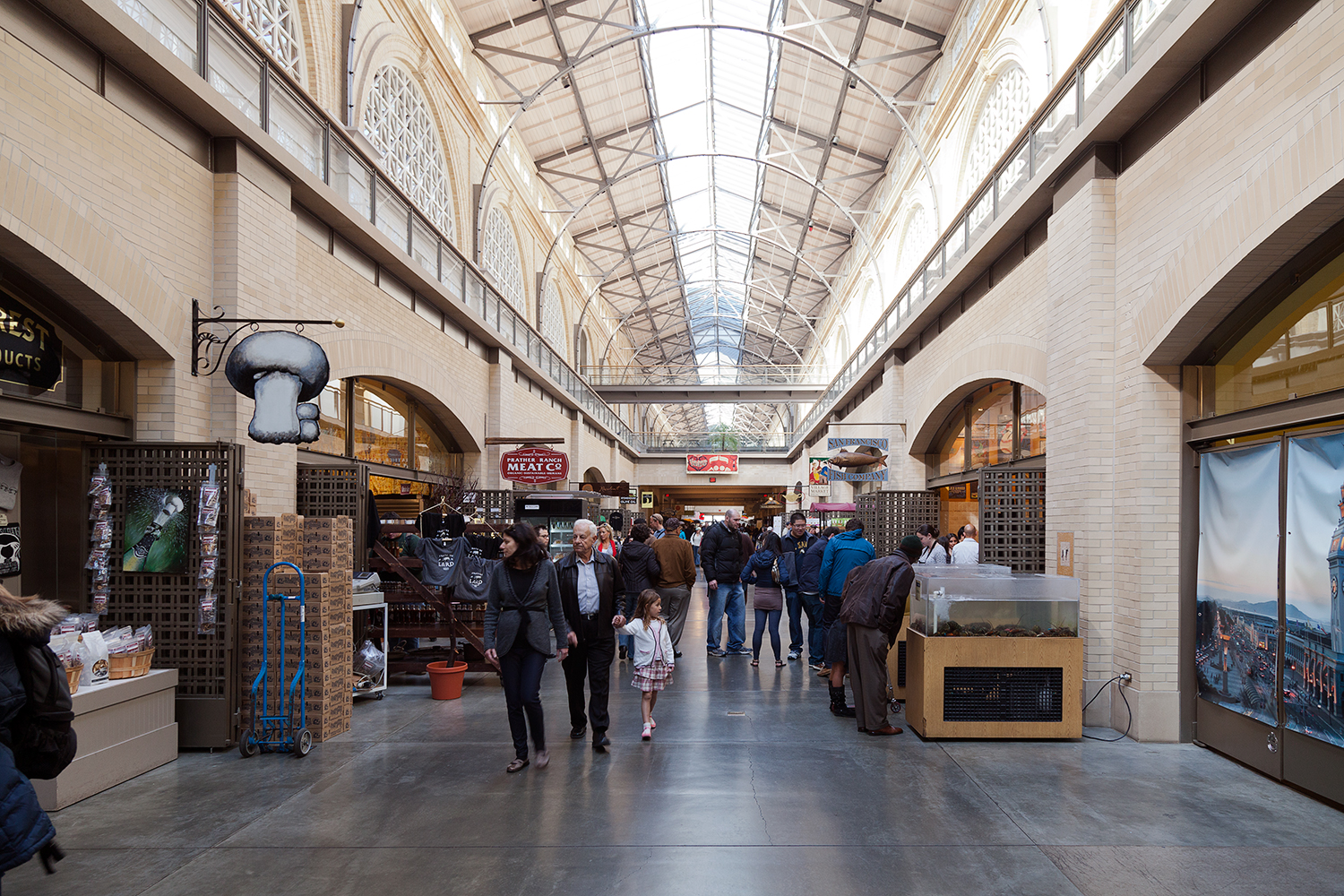
Рыночное пространство Ферри-Билдинг

Первый этаж не предназначался для публичного обозрения и доступа и был использован для транспортировки багажа, почты и грузов. Вместо этого, публика должна была входить в здание через приподнятый проход и проходить через более изысканные пространства второго этажа. К 1992 году неф был превращен в частные офисы, а потеря пешеходного моста означала, что все общественные подходы к зданию, будут проходить на уровне улицы, что изменило восприятие и понимание архитектуры здания.
Однако при реставрации разработчики утверждали, что историческое взаимодействие публики с пространством определялось естественным светом, льющимся каскадом из нефа, а не приподнятым входом. С перемещением основного публичного пространства на первый этаж, для их плана стало важным воссоздать исторический опыт. Помимо удаления дополнительного третьего этажа и восстановления 200-метрового нефа до его двухэтажной высоты, предложение включало создание двух проемов (размером 10 x 46 метров) в полу второго этажа. Эти проемы позволили бы историческим особенностям здания стать открытыми взору посетителей первого этажа. Это было противоречивый выбор и из-за исторического статуса здания план должен быть одобрен «Государственным управлением по охране памятников истории» (англ. State Historic Preservation Office (SHPO)); этот вопрос стал предметом множества слушаний.

### Мраморная мозаика
Однако самые серьёзные споры, вызванные созданием проемов на втором этаже, касались исторической мозаичной плитки, находящейся на полу второго этажа. Второй этаж Великого Нефа выложен мозаичной мраморной плиткой белого и серого цвета с красной и пурпурной каймой. В центре этого пространства наверху главной лестницы находится репродукция Великой Печати Штата Калифорния, выложенная целиком из мозаики. Во время реставрации, её поверхность была покрыта линолеумом, а некоторые небольшие участки были утрачены в результате предшествующих переделок. Эта особенность рассматривалась как неотъемлемая часть исторической характеристики здания, и как деталь общественного пространства, эта плитка была ключевым компонентом в памяти жителей. Допустимое выделение одной архитектурной особенности (нефа) и потеря другой (мозаик) были неразрывно связаны. Конечное соглашение достигнутое между SHPO и командой разработчиков гласило что, если важные декоративные участки пола будут оставлены, а оставшаяся плитка использована для восстановления поврежденных участков, то проемы будут одобрены. Для восстановления мозаики, поверхность линолеума должна была быть осторожно удалена и смесь измельченных грецких скорлуп использована для очистки мраморной поверхности плитки без повреждения материала.

### Репродукция арок и патинирование
В процессе демонтажа пристроек третьего этажа, созданных в 1947 и 1950 годах, компания Page & Turnbull обнаружила существование повреждений кирпичных и терракотовых арок нефа. Из 22 арок, стоящих вдоль нефа на каждой стороне (44 в общей сложности), 11 было уничтожено. Около 25 процентов исходного материала было уничтожено вовремя первой перестройки, включая терракотовые орнаменты в виде завитков, сами арки и участки окружающей кирпичной кладки. Для восстановления высоко значимого нефа, Page & Turnbull должны были спроектировать и создать замены для этих 11 арок, которые бы достаточно точно повторяли утраченные, и не отвлекали внимание от обзора второго этажа, к которому примыкают эти арки. Непомерно высокая стоимость и усилия по замене этих материалов привели к выбору литого камня с опорой из стекловолокна, который имитирует желтовато-коричневый кирпич как по цвету, так и по отделке. Благодаря использованию литьевого материала Page & Turnbull смогли создать форму из стекловолокна, которая использовалась для отливки каждой арки как цельного изделия, которое затем можно было вставить в секции, в которых исходный был утрачен. Добавление стекловолокна в качестве опорного материала, обеспечивающего как гибкость, так и прочность, было расценено, как дополнительное преимущество в решении проблем, связанных с постоянной сейсмической безопасностью здания.
Создание видимой непрерывности между новым и старым было критически важным в этом случае из-за значительного длинного размера нефа, так как явное изменение в материале или цвете отвлекало было внимание от вида пружинящих арок. Page & Turnbull пригласили специалиста по искусственной отделке Жаклин Джуффра для того, чтобы сделать незаметными новые секции и воссоздать целостность структуры и цвета. Работа Джуффра была достаточно осложнена из-за того, что структура не была полностью защищена во время реставрации и соленный воздух залива вызвал процесс окрашивания, который создал зеленные пятна на жёлтом и коричневом кирпиче. Для того чтобы воссоздать текстуру и патину старого кирпича, Джуффр вручную использовал 6 различных пигментов и затем применил зелёный оттенок для того, чтобы имитировать процесс окрашивания. После установки новых конструкций на месте был выполнен заключительный этап добавления присадок для обеспечения максимально возможной точности.

### Часы
Оригинальный часовой механизм был отремонтирован в 2000 году. Не принимая во внимание двух предыдущих модификаций, он не был изменён и поврежден. Первоначально часы для станции Ферри-Билдинг были сделаны в 1898 году часовым из Бостона, Е. Ховардом. Это были самые большие заводные, механические часы в мире, но на сегодняшний день они приводятся в действие с помощью электрического двигателя. Часы с 4 циферблатами (каждый 6.7 метров в диаметре), частично подсвечиваются ночью. Этот эффект достигается использованием двух концентрических циферблатов на каждой стороне вместо одного и подсветкой внутреннего циферблата ночью.
Хотя стрелки циферблатов и небольшая часть часов теперь приводятся в действие с помощью электрического двигателя, весь часовой механизм до сих пор находится в башне. Огромный груз висит на его валу; однажды заведенные с его помощью часы, поддерживали свой ход в течение 8 дней. Маятник длинною 4.9 метров также остался на месте, но он не подвижен и заменен на электропривод. Также над часами были установлены рупорные громкоговорители, которые каждый час играют Вестминстерские четверти и каждый вторник в полдень издают громкий звук сирены.

## Паромное обслуживание

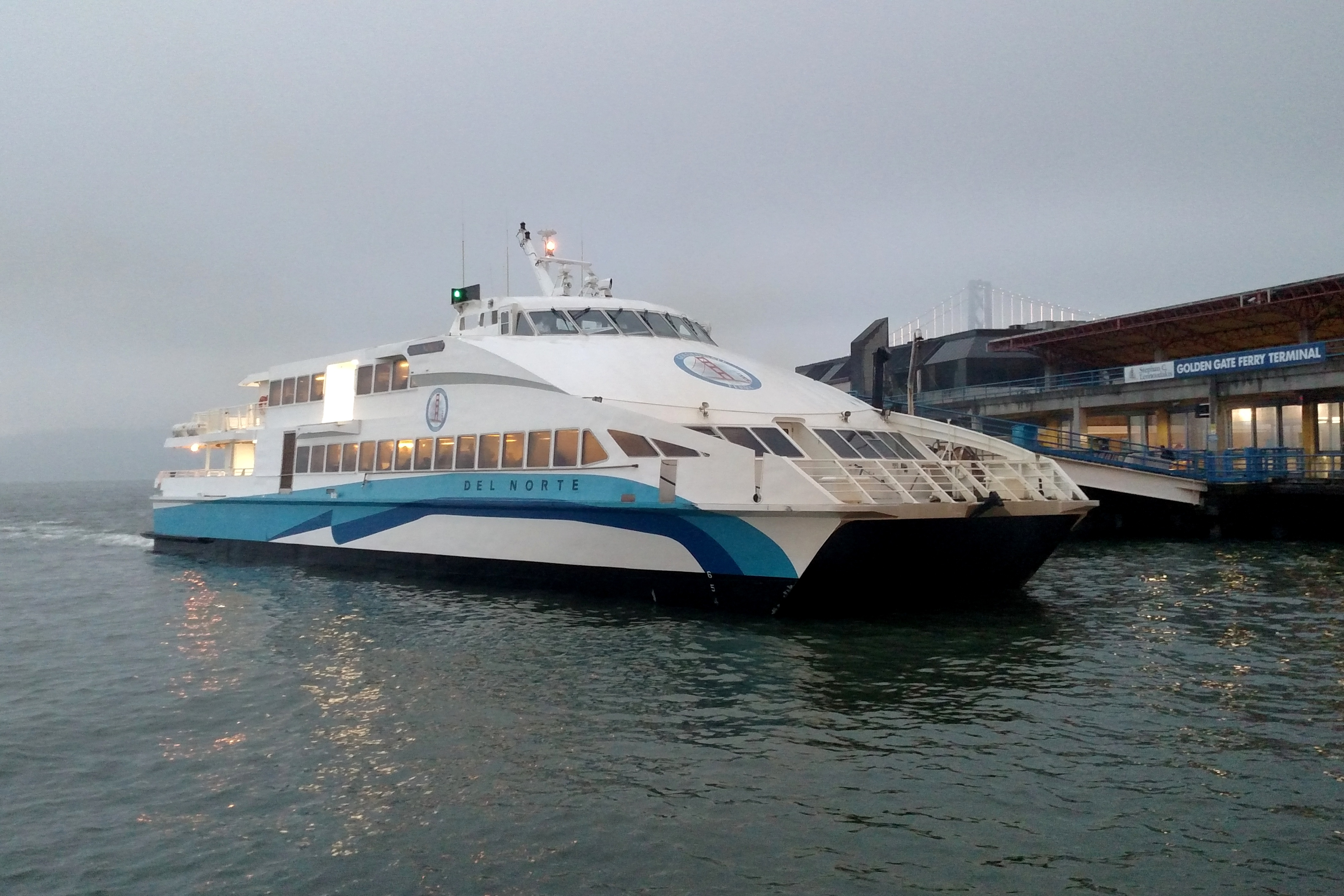
Паром MV Del Norte в паромном терминале Золотые ворота в 2018 году

Ферри-Билдинг является основным терминалом города Сан-Франциско для пригородного паромного обслуживания. (Обслуживание на 41-м Пирсе компанией Blue & Gold Fleet и другими операторами, в первую очередь предназначено для экскурсий, нежели для поездок на работу. Терминалу принадлежит 6 паромных причалов, обозначенных буквами от Gate B до Gate G.

## Транзитные соединения

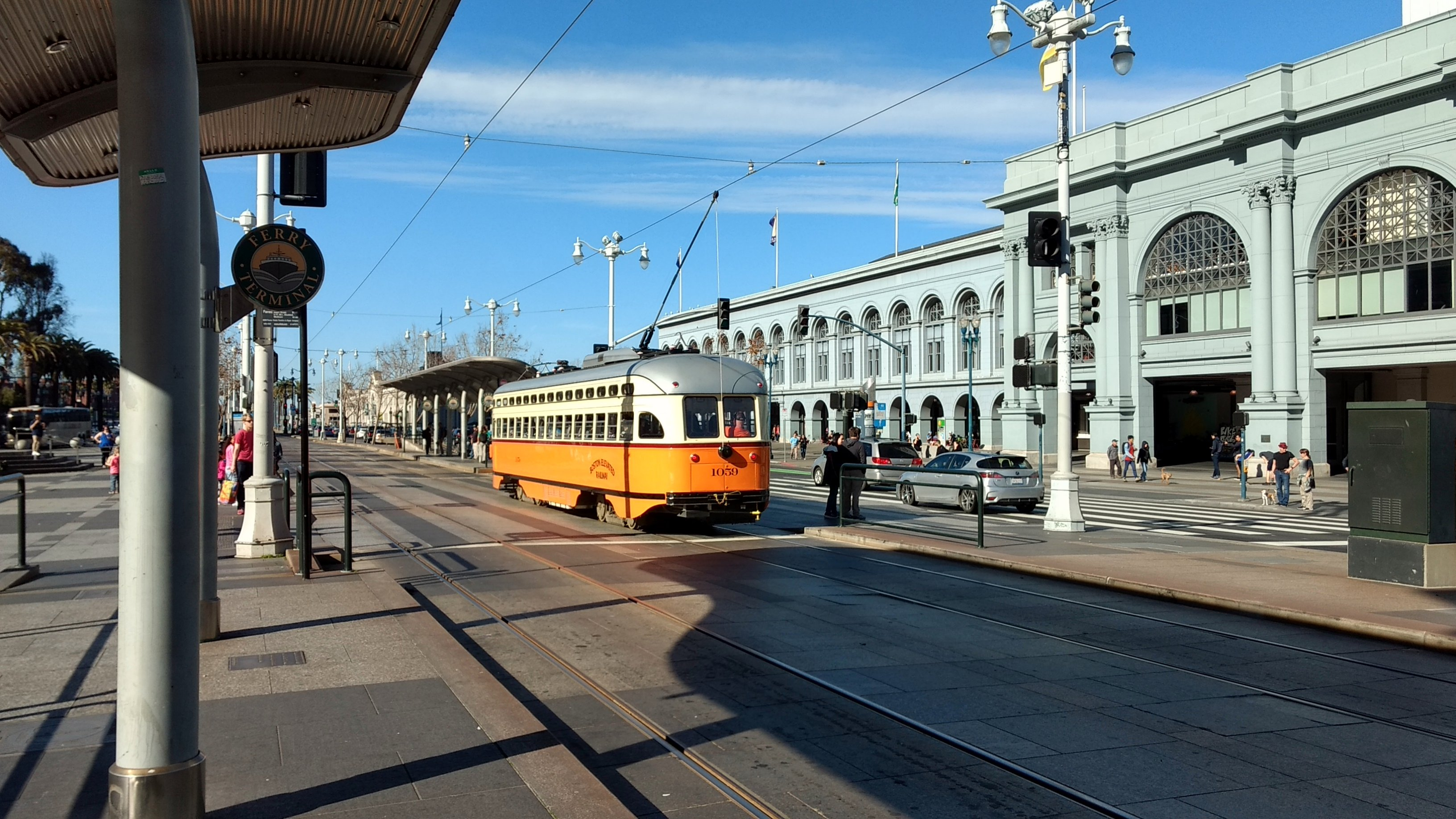
Трамвай F Market & Wharves около здания Ферри-Билдинг в 2018 году

Две исторических трамвайных линии Muni : E Embarcadero и F Market & Wharves — оканчиваются на наземной станции, расположенной на пешеходной городской площади перед зданием Ферри-Билдинг. Станция (которая обозначена как «Ферри-Билдинг», но также известна как «Эмбаркадеро/Ферри-Билдинг») была открыта 4 марта 2000 года в связи с расширением обслуживания.
Ни один автобусный маршрут Muni не идет прямо к зданию Ферри-Билдинг, но многие останавливаются в окрестностях возле станции Эмбаркадеро — ближайшей станции Muni Metro и BART. Терминал также обслуживается одним автобусом SolTrans маршрута 82, идущим на север поздним вечером и предназначенным для пассажиров, которые опоздали на последний паром до Вальехо.